# Procontarinia robusta
Procontarinia robusta är en tvåvingeart som beskrevs av Li, Bu och Zhang 2003. Procontarinia robusta ingår i släktet Procontarinia och familjen gallmyggor. Inga underarter finns listade i Catalogue of Life.